# Chilorhinophis gerardi
Chilorhinophis gerardi là một loài rắn trong họ Atractaspididae. Loài này được Boulenger mô tả khoa học đầu tiên năm 1913.